# François Certain de Canrobert
François Marcellin Certain de Canrobert, född 27 juni 1809 i departementet Lot (Guienne), död 28 januari 1895, var en fransk fältmarskalk.

## Militär karriär
Canrobert blev 1828 underlöjtnant och deltog som kapten i stormningen av Constantine (1837). Han tjänstgjorde sedan i Frankrike och kommenderades 1841 åter till Algeriet, där han deltog i en mängd expeditioner. År 1847 blev han överste och chef för 3:e zuavregementet. 1850 beordrades han såsom brigadgeneral till Paris, där han blev presidenten Louis Napoléons adjutant. Vid statskuppen 1851 bidrog han till att undertrycka resningen, och sedermera fick han i uppdrag att göra en rundresa i provinserna för att undersöka den politiska stämningen.
År 1853 blev han divisionsgeneral och vid krigsutbrottet 1854 skickades han till Krim som divisionschef. Efter S:t Arnauds död samma år blev han överbefälhavare över den franska armén på Krim och var som sådan anförare i slagen vid Inkerman, Balaklava och Eupatoria (samma år). 1855 avsade han sig överbefälet sedan den engelske befälhavaren, lord Raglan, vägrade att gå in på hans operationsplan, och ett par månader därefter återvände han till Frankrike.

## Diplomatiskt mellanspel
Samma år sändes han såsom ambassadör till Stockholm där han förberedde den så kallade novembertraktaten (21 november 1855), varigenom Sverige gick in i en allians med Frankrike och Storbritannien mot Rysslands eventuella inkräktningsförsök.

## Fortsatt karriär
År 1856 utnämndes Canrobert till marskalk av Frankrike. Under kriget i Italien 1859 förde han 3:e armékåren och utmärkte sig därunder i slaget vid Solferino. 1870 blev han chef för 6:e armékåren och deltog i slagen vid Metz 16 och 18 augusti. Inspärrad i nämnda fästning, blev han tillfångatagen vid kapitulationen och sänd till Tyskland. Först efter fredsslutet (1871) återvände han till Frankrike. År 1879 och 1885 valdes Canrobert till senator.